# Mount Innes-Taylor
Mount Innes-Taylor är ett berg i Antarktis. Det ligger i den centrala delen av kontinenten. Nya Zeeland gör anspråk på området. Toppen på Mount Innes-Taylor är 2 624 meter över havet.
Terrängen runt Mount Innes-Taylor är platt åt nordväst, men åt sydost är den kuperad. Trakten är obefolkad. Det finns inga samhällen i närheten. 